# Dörte Gernert
Dörte Gernert (* 1944) ist eine deutsche Historikerin. 
Gernert promovierte 1983 an der Universität zu Köln zum Dr. päd. Sie hat sich vor allem mit regionalgeschichtlichen Veröffentlichungen einen Namen gemacht. Sie ist verheiratet mit dem Oberstudiendirektor a. D. Klaus-Dieter Gernert (ehemals Direktor des Freiherr-vom-Stein-Gymnasiums in Rösrath). Das Ehepaar wohnt in Rösrath sowie im türkischen Kas. Ihre Tochter Folke lehrt als Romanistin an der Universität Kiel.

## Veröffentlichungen
- Lindlar zwischen Kreuz und Hakenkreuz. Lindlar 1995.
- Zum Leiden geboren. Frauen- und Kinderarbeit in der rheinischen Textilindustrie des 19. Jahrhunderts. Siegburg 1993.
- Das deutsche und österreichische Volksschulwesen von der Aufklärung bis 1945. Bibliographie edierter Schulvorschriften und ausgewählter Literatur. Köln/Wien 1991.
- So lebten sie im alten Rösrath. Ein Lesebuch. Rösrath 1988.
- Lokal- und Regionalgeschichte als Aufgabe von Geschichtswissenschaft und historisch-politischer Bildung. Studien unter besonderer Berücksichtigung des Landkreises Mülheim am Rhein in der Revolution von 1848/49. Köln 1983.